# Theodore Romja
Theodore Romja (en hongrois : Romzsa Tódor György, en ukrainien : Теодор Юрій Ромжа ; 1911 - 1947), est un évêque ukrainien de l'Église grecque-catholique ruthène. Assassiné in odium fidei par la police politique de l'URSS, il est vénéré comme bienheureux et martyr par l'Église catholique.

## Biographie
Il est évêque de l'éparchie de Moukatchevo, appartenant à l'Église grecque-catholique ruthène. Sous le régime soviétique, il continua son ministère dans la clandestinité et resta attaché à sa foi et à son attachement au pape malgré les pressions des autorités. Après une première tentative d'assassinat, la police politique de l'URSS finit par l'empoisonner.

## Béatification et canonisation
- 27 juin 2001 : béatification célébrée à Lviv par le pape Jean-Paul II, ses reliques ont été translatées en 2003 en la cathédrale de l'Exaltation-de-la-Sainte-Croix d'Oujhorod.

Sa fête liturgique est fixée au 1er novembre.